# 葉渭渠
葉渭渠（1929年8月6日—2010年12月11日）越南华人，籍贯广东省东莞市，生於西貢，毕业于北京大学东方语言文学系日文专业，中国大陆翻译家。叶渭渠是日本早稻田大学、学习院大学、京都立命馆大学客座教授。
叶渭渠是中國社會科學院日本研究所資深研究員（正高級職稱），著有《日本小說史》、《日本文化史》、《日本文學思潮史》、《日本古代文學思潮史》、《日本文化通史》、《川端康成傳》、《谷崎潤一郎傳》等多部學術專書和《櫻園拾葉》、《扶桑掇瑣》、《雪國的誘惑》、《周遊織夢》等隨筆集，主編川端康成、大江健三郎、三島由紀夫、芥川龍之介、橫光利一、谷崎潤一郎、安部公房、平山郁夫等日本作家作品集的中文版。

## 概述
葉祖籍中國廣東東莞，與妻唐月梅都是越南華人，在堤岸讀中學時就同窗，1952年經英屬香港到中華人民共和國升學，雙雙考入北京大學東方語言文學系讀書，學習日本語專業，1956年畢業結婚，两人合著《日本文學史》、《日本文學簡史》、《20世纪日本文學史》等書；合譯川端康成、山崎豐子、加藤周一等日本作家作品多部。
葉大學畢業後在中國國務院對外聯絡委員會做日本語翻譯工作，後調人民文學出版社做日本文學編輯工作，1980年代後長期在中國社會科學院做日本文學文化科研工作，直到2010年12月11日22時因心臟病醫治無效在北京逝去，生前學生有許金龍、竺家榮等多人。
葉漢譯了小林多喜二（《蟹工船》）、橫光利一、有吉佐和子、東山魁夷等日本作家的作品多部和橋本忍、山田洋次合編的日本電影《砂之器》劇本。
葉在日本東京的早稻田大學和學習院大學、京都的立命館大學和橫濱市立大學做過客座教學和研究。
2006年間與文潔若發生論爭。
《日本文學思潮史》等著作和多部譯作已在台灣出繁體字版。

## 生平
1929年，叶渭渠出生在法属印度支那西贡堤岸（今越南）的一个华人聚居区，籍贯广东省东莞市。
1952年，叶渭渠定居中华人民共和国北京市。
1952年，叶渭渠从英属香港进入中国大陆升学，叶渭渠毕业于北京大学东方语言文学系日文专业，曾在人民文学出版社、中国社会科学院工作。
1966年，毛泽东发起文化大革命，叶渭渠和妻子唐月梅的书籍都被红卫兵烧光，只留下一本《日文中文词典》，一直带到下放的河南省五七干校。
1976年，华国锋、叶剑英一举粉碎四人帮，邓小平复出，平反叶渭渠、唐月梅，两人开始研究日本文学和翻译日本文学。
2006年，叶渭渠与文洁若发生论争。
2010年12月，叶渭渠在北京市垂杨柳医院因心脏病病逝。

## 家庭
叶渭渠夫人唐月梅，1956年结婚，也是越南华人，两人中学时代开始相识，也毕业于北京大学东方语言文学系日文专业。

## 作品
- 《日本文化史》[2]
- 《日本文学史》
- 《日本文学思潮史》[3]
- 《20世纪日本文学史》
- 《冷艳文士——川端康成传》
- 《谷崎润一郎传》[4]
- 《蟹工船》（小林多喜二）[5]
- 《物哀与幽玄——日本人的美意识》
- 《雪国》（川端康成）[6]
- 《千纸鹤》（川端康成）
- 《伊豆的舞女》（川端康成）[7]

## 奖项
- 2004年，中国翻译协会“资深翻译家”荣誉称号。